# Victor Emilio Moscoso Cárdenas
Victor Emilio Moscoso Cárdenas, SJ (21. dubna 1846, Cuenca – 4. května 1897, Riobamba) byl ekvádorský římskokatolický kněz, učitel a řeholník jezuitského řádu zavražděný během liberální revoluce v Ekvádoru. Katolická církev je uctívá jako blahoslaveného mučedníka.

## Život
Narodil se dne 21. dubna 1846 ve městě Cuenca v Ekvádoru rodičům Juanu Manueli Anacleto de Lima Moscoso a Marii Antonii Cárdenas. Pokřtěn byl 27. dubna téhož roku v místním farním kostele.
Během svého studia se cítil být přitahován řeholním způsobem života a rozhodl se vstoupit do řádu jezuitů. Roku 1864 v něm zahájil svůj noviciát. Své řeholní sliby složil dne 27. dubna 1866.
Na kněze byl vysvěcen ve městě Quito dne 1. listopadu 1876. Vyučoval na různých školách. Mezi jeho předměty patřila rétorika a gramatika. Od roku 1893 až do své smrti byl rektorem vysoké školy v Riobambě. Roku 1895 vypukla v Ekvádoru liberální revoluce (trvala do roku 1912), která vedla k persekuci katolické církve.
Dne 4. května 1897 ráno vtrhli do jezuitského domu v Riobambě, ve kterém bydlel vojáci a spolu s několika dalšími přítomnými lidmi ho zastřelili. Zemřel hned na místě.

## Úcta
Jeho beatifikační proces byl zahájen dne 4. května 2000. Dne 12. února 2019 podepsal papež František dekret o jeho mučednictví, čímž odstranil poslední bariéru pro jeho blahořečení.
Blahořečen pak byl dne 16. listopadu 2019 v Riobambě. Obřadu předsedal jménem papeže Františka kardinál Giovanni Angelo Becciu.
Jeho památka je připomínána 4. května. Je zobrazován v kněžském rouchu.

## Odkazy

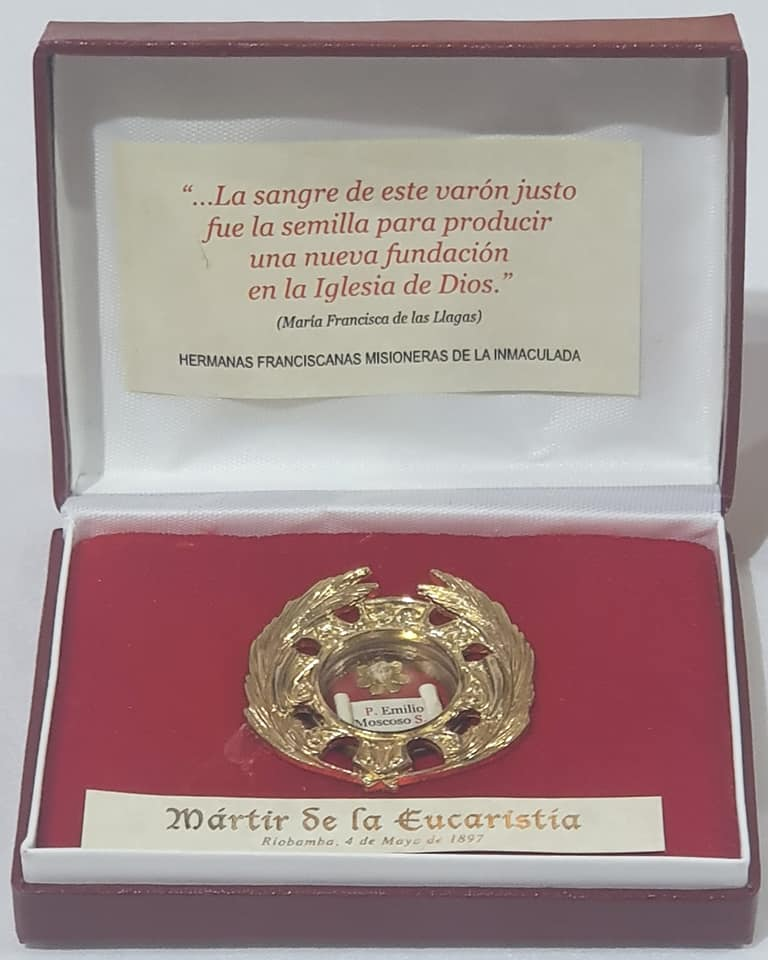
Relikvie